# 1991
Évszázadok: 19. század – 20. század – 21. század
Évtizedek: 1940-es évek – 1950-es évek – 1960-as évek – 1970-es évek – 1980-as évek – 1990-es évek – 2000-es évek – 2010-es évek – 2020-as évek – 2030-as évek – 2040-es évek
Évek: 1986 – 1987 – 1988 – 1989 –  1990 – 1991 – 1992 – 1993 – 1994 – 1995 – 1996

## Események

### Január
- január 1. – Megalakul a Lupis Brókerház, az első magyar magántulajdonú tőzsdei alkuszcég.
- január 2. – A NATO áttelepíti rohamdandárjának repülőgépeit Törökországba, hadműveleti feladat végrehajtására.[1]
- január 5. – Pannonhalmi főapáttá választják Várszegi Asztrikot.[2]
- január 8. – Szovjet katonák veszik körül a litván fővárost, Vilniust, hogy érvényt szerezzenek a kötelező besorozásnak.[1]
- január 9. – Az amerikai és az iraki külügyminiszter genfi találkozóján Irak továbbra is fenntartja, hogy nem hajlandó kivonulni Kuvaitból.[1]

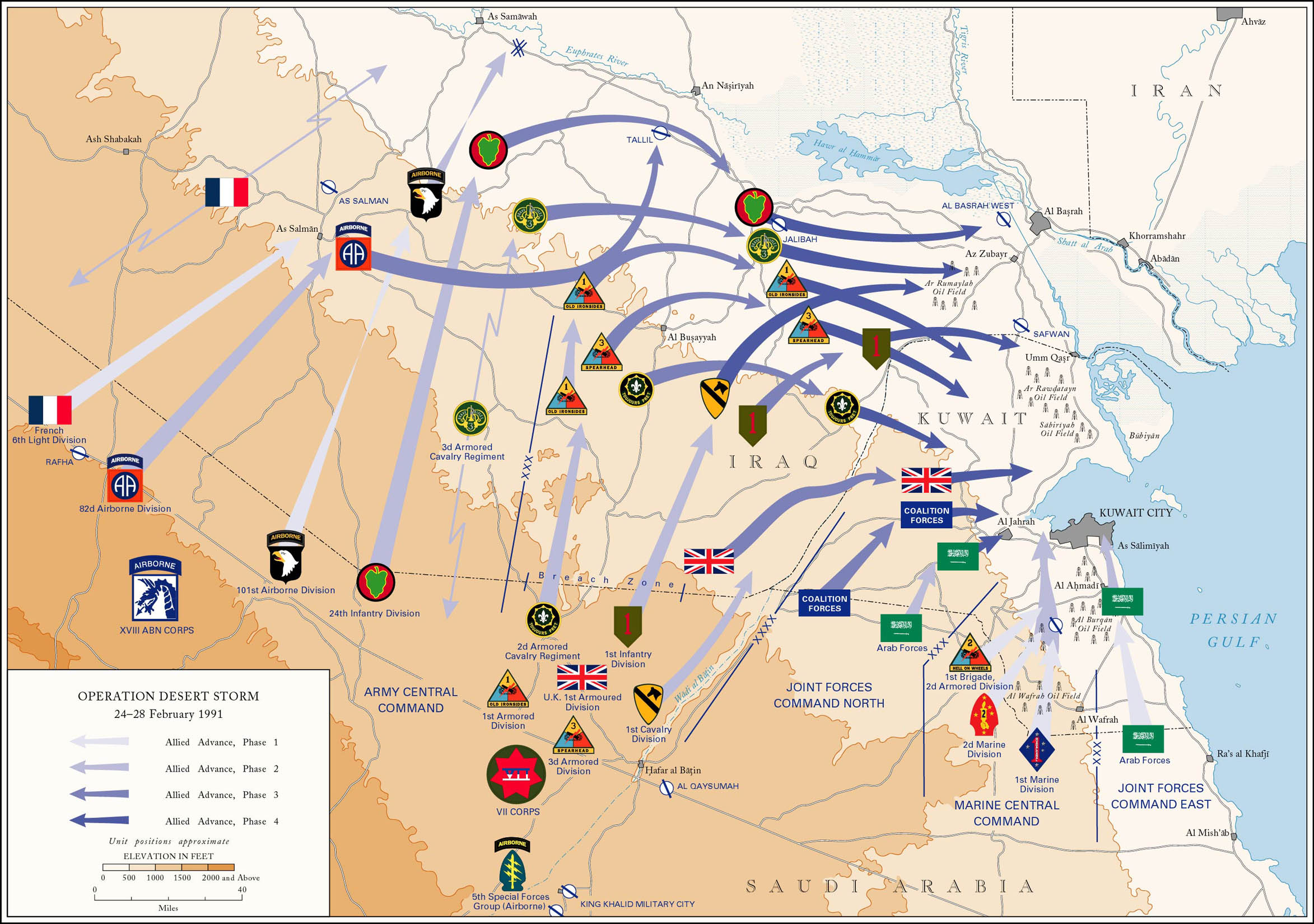
Az Öböl-háború műveletei vázlata

- január 11. – A NATO nyilatkozatot ad ki, sürgetve a szovjet kormányzatot, hogy ne alkalmazzon erőszakot és megfélemlítést a balti köztársaságok ellen.[1]
- január 17.
  - A 26 ország részvételével létrejött koalíciós haderő légitámadást indítk Irak ellen, ezzel megkezdődik az „sivatagi vihar” hadművelet.[3]
  - Norvégiában – apja halálát követően – V. Harald lép trónra.[4]

### Február
- február 1. – Leninvárost Göncz Árpád köztársasági elnök hivatalosan is Tiszaújvárossá nyilvánítja.
- február 9. – A litván népszavazáson résztvevők 85%-a a függetlenség mellett szavaz.[1]
- február 15. – A visegrádi országok (Lengyelország, Magyarország, Csehszlovákia) együttműködési szerződést írnak alá.[5]
- február 18. – Willem van Eekelen, a WEU főtitkára a NATO-ba látogat és tárgyalásokat folytat Manfred Wörnerrel, a NATO főtitkárával az európai biztonsági identitásról és a NATO–WEU közötti együttműködésről.[1]
- február 19. – Az Öböl-háború befejezését célzó, a huszonnegyedik órában beterjesztett szovjet béketerv nem felel meg a koalíciós erők azon követelésének, hogy feltétel nélkül vonják ki az iraki erőket Kuvaitból.[1]
- február 20. – A szlovén parlament döntést hoz, miszerint javasolja a többi köztársaságnak Jugoszlávia szétválását „két vagy több” független állammá.
- február 24. – A koalíciós erők összehangolt légi, szárazföldi és tengeri támadást indítanak Irak ellen.
- február 25. – A Varsói Szerződés hat országának képviselői Budapesten bejelentik a katonai szervezet feloszlatását; megszüntetik a Honvédelmi Miniszterek Bizottságát, a Katonai-, Tudományos és Technikai Tanácsot.[1]
- február 27. – George Bush amerikai elnök bejelenti, hogy másnap hajnali 4-től tűzszünetet hirdet.
- február 28. – 
  - A koalíciós erők felszabadítják Kuvaitot, George Bush elnök felfüggeszti a szövetséges koalíciós erők hadműveleteit. Irak feltétel nélkül elfogadja az ENSZ mind a tizenkét határozatát, amelyek az iraki csapatok Kuvaitból való visszavonására vonatkozik, ezzel véget ér az Öböl-háború.[1]
  - A német kancellár és a tartományi miniszterelnökök megállapodnak, hogy az új tartományok további költségvetési támogatást kapnak az egyesülési szerződéshez képest.[6]

### Március
- március 3. – A népszavazáson Észtországban a szavazók 77%-a, Lettországban a szavazók 73%-a a függetlenség mellett van.[1]
- március 4. – A szovjet törvényhozás ratifikálja a német egyesítést lehetővé tevő szerződést, ezzel hivatalosan is hatályukat vesztik a II. világháború után Németországra vonatkozóan létrejött négyhatalmi megállapodás intézkedései.
- március 5. – Az Országgyűlés elfogadja azt a törvényjavaslatot, amely törölte a nemzeti ünnepek sorából április 4-ét és november 7-ét.[7]
- március 6. – A NATO kivonja az AMF erőket Törökországból.[1]
- március 9–16. – Ellenzéki tüntetések Belgrádban.
- március 13–26. – Az USA visszavonja a közepes hatótávolságú atomeszközeit Európából – a Pershing 2-eket és a szárnyasrakétákat – az INF szerződéssel összhangban.
- március 17. – Zmago Jelinčič vezetésével megalakul a Szlovén Nemzeti Párt.
- március 31. – Hivatalosan feloszlatják a Varsói Szerződés katonai szervezeteit.[1]

### Április
- április 1. – A RAF düsseldorfi lakásában lelövi Detlev Karsten Rohweddert, a volt NDK vagyonkezelőjének elnökét.
- április 27. – Megnyílik a Cheviré híd.
- április 15.
  - Londonban megnyitják az Európai Újjáépítési és Fejlesztési Bankot (EBRD), amelyet a kelet-európai országok és a Szovjetunió azon törekvéseinek segítségére hoznak létre, hogy kifejlesszék a demokráciát és a piacgazdaságot.[1]
  - Albániában megalakul az ország történetének első, demokratikusan megválasztott többpárti parlamentje
- április 23–24. – Vigleik Eide norvég tábornok, a NATO Katonai Bizottságának elnöke a Csehszlovák Köztársaságba látogat.[1]
- április 30. - Legördül az utolsó (3 096 099.) Trabant a zwickaui üzem szalagjáról.

### Május
- május 4. – Mindszenty József bíboros-érsek újratemetése Esztergomban.[8]
- május 7. – A jugoszláv védelmi miniszter deklarálja, hogy országában polgárháborús állapot van.[1]
- május 12.
  - A Szovjetunió – az INF szerződés értelmében – felszámolja a megmaradó SS–20-as rakétákat.[1]
  - A krajnai szerbek népszavazáson megerősítik „Jugoszláviában maradásukat”.
- május 15. – A jugoszláv államelnökség szerb blokkja leszavazza a horvát Stipe Mesić beiktatását a szövetségi elnöki posztra.
- május 17. – Megtartja alakuló közgyűlését a Nemzeti Demokrata Szövetség Pozsgay Imre volt kommunista-szocialista politikus és Bíró Zoltán, az MDF volt első (ügyvezető) elnökének vezetésével.
- május 19. – Függetlenségi népszavazás Horvátországban.
- május 21. – Egy bombamerénylet során – 16 másik emberrel együtt – életét veszti Radzsiv Gandhi, India korábbi miniszterelnöke.[9]
- május 28–29. – A NATO Védelmi Tervező Bizottság és az Atomtervező Csoport ülésén a védelmi miniszterek egyetértésre jutnak egyebek között a NATO új szervezeti felépítésében.[1]

### Június

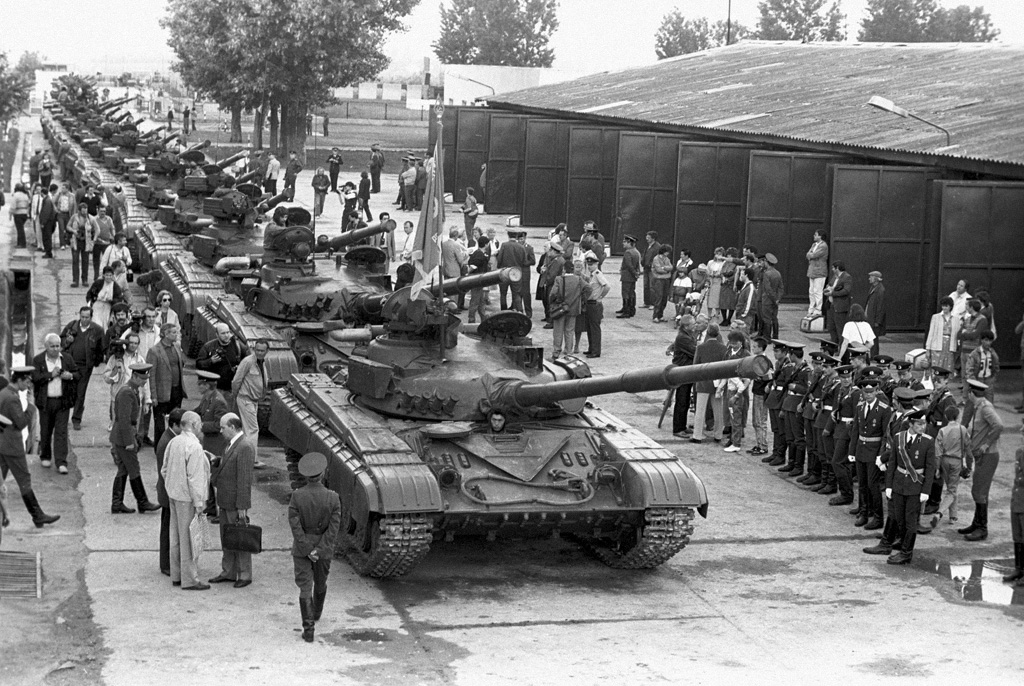
Szovjet T–64 harckocsioszlop a kivonuláskor

- június 12–14. – Manfred Wörner NATO-főtitkár hivatalos látogatást tesz Bulgáriában.[1]
- június 16. – Záhonynál távozik Magyarországról az utolsó szovjet csapatot szállító vonatszerelvény.
- június 17. – Németország és Lengyelország aláírja a határszerződést és az együttműködési szerződést.[10]
- június 19.
  - Az utolsó szovjet katona elhagyja Magyarországot,[5] Silov altábornagy személyében.
  - Albánia az EBEÉ 35. tagállama lesz.[1]
- június 20. – A Német Parlament név szerinti szavazással 338:320 arányban eldönti, hogy az NSZK fővárosa Berlin legyen.[11]
- június 21. – A Jugoszláv Néphadsereg és a belügyi egységek támadást indítanak a szlovén határellenőrzés visszavételéért.
- június 25. – Szlovénia és Horvátország kikiáltja függetlenségét Jugoszláviától; a szerb többségű jugoszláv vezetés ezt nem ismeri el, és beveti a hadsereget.[12]
- június 26.
  - Magyarországon elfogadják a kárpótlási törvényt.
  - Horvátország – a szabor előző napi döntése alapján – ünnepélyesen deklarálja a köztársaság kilépését Jugoszláviából.
- június 27. – Farkas Helga, egy 17 éves orosházi lány elrablása, a rendszerváltás utáni első magyarországi emberrablás
- június 28. – Feloszlatják a KGST-t.[13]
- június 30.
  - Hivatalosan ezen a napon hagyta el hazánkat az utolsó szovjet katona (ténylegesen 1991. június 16-án indult el az utolsó katonavonat, Silov altábornagy pedig június 19-én utazott haza)
  - Stjepan Mesić kerül a jugoszláv államelnöki székbe.[14]

### Július
- július 1.
  - Megszűnik a Varsói Szerződés.[5]
  - Stipe Mesić átveszi a jugoszláv államelnökség vezetését.
- július 1–19. – EBEÉ–szakértők genfi ülése a nemzeti kisebbségekről.[1]
- július 4–5. – Manfred Wörner NATO–főtitkár romániai látogatása.[1]
- július 7 – Megalakul a Monopoly csoport.
- július 7–8. – A brioni konferencia kimondja, hogy Jugoszláviában új helyzet alakult ki, ezért tárgyalásokat kell kezdeni az ország jövőjéről, s mindegyik félnek tartózkodnia kell az erőszak alkalmazásától.
- július 18. – A jugoszláv államelnökség úgy dönt, hogy a Jugoszláv Néphadsereg három hónap alatt kivonul Szlovéniából.
- július 18. – Megalakul a Kordax Rt.
- július 30–31. – Az amerikai és a szovjet elnökök kétnapos csúcstalálkozójukon bejelentik a kétoldalú kapcsolatok új korszakát és aláírják a START szerződést, a hadászati nukleáris fegyverzet csökkentéséről.[1]

### Augusztus
- augusztus 3. – Nagykoalíciós kormány alakul Horvátországban.
- augusztus 6. – Tim Berners-Lee bejelenti a World Wide Web vállalkozást és programot  az alt.hypertext hírcsoporton. Létrejön az első honlap, az info.cern.ch
- augusztus 15–28. – 16 ember hal meg a Bob hurrikán miatt az amerikai Észak-Karolinában.
- augusztus 16–20. – II. János Pál pápa látogatása Magyarországon.[15]
- augusztus 19.
  - Mihail Gorbacsov szovjet elnököt államcsínnyel elmozdítják hivatalából és helyét szükséghelyzeti bizottság veszi át.[1]
  - A Észak-atlanti Tanács rendkívüli ülést tart figyelmeztetve a Szovjetuniót a súlyos következményekre, ha a reformfolyamat megszakadna.[1]
- augusztus 20. – A moszkvai katonai puccs idején Észtország formálisan is kinyilvánította függetlenségét, újraélesztve az 1940 előtti államot.
- augusztus 21.
  - Megalakul az önálló Lettország.
  - Az Észak-atlanti Tanács külügyminiszterei a szovjet helyzetet vitatják meg, elítélik Mihail Gorbacsov alkotmányellenes eltávolítását és követelik a demokratikus reformok helyreállítását[1].
  - Mihail Gorbacsov szovjet elnök visszatér Moszkvába.[1]
- augusztus 24. – Az Ukrán Köztársaság nemzeti ünnepe.
- augusztus 25.
  - Linus Torvalds elküldi levelét az egyik Minix levelezési listára, ezzel a Linux kernel terve nyilvánosság elé kerül.
  - Mihail Gorbacsov lemond a Szovjetunió Kommunista Pártja főtitkári tisztségéről.[12]
- augusztus 26. – Mihail Gorbacsov elismeri, hogy az elszakadni kívánó köztársaságok függetlenségi követeléseit már nem lehet megtagadni.[1]
- augusztus 27. – A Moldovai Köztársaság függetlenségének napja.
- augusztus 28. – Mihail Gorbacsov elnök külügyminiszterré nevezi ki Borisz Pankin volt csehszlovákiai nagykövetet; a KGB-t megfosztja csapataitól és vizsgálatot rendel el a szervezet tevékenységeiről.
- augusztus 29. – A szovjet törvényhozás felfüggeszti az SZKP minden tevékenységét.[1]

### Szeptember
- szeptember 1. – Üzbegisztán kikiáltja függetlenségét.
- szeptember 5. – Moszkvában a Népi Küldöttek Kongresszusa feloszlása  előtt átadja az alapvető hatalmat a köztársaságoknak.[1]
- szeptember 8. – Népszavazás Macedóniában a függetlenségről.
- szeptember 17. – Észtország, Lettország és Litvánia belép az ENSZ-be.[1]
- szeptember 20–21. – Taszár ad otthont az első magyarországi repülőnapnak.
- szeptember 22. – Koszovó kinyilvánítja függetlenségét, ezt azonban csak Albánia ismeri el.
- szeptember 25. – Az SPD 38,3% szavazattal győz a brémai választásokon és az FDP-vel, illetve a zöldekkel közösen alakít kormányt.
- szeptember 27. – George Bush amerikai elnök bejelenti az USA atomfegyvereinek jelentős csökkentését és felszólítja a Szovjetuniót hasonló lépésre. (Az USA megsemmisíti összes földi indítású harcászati atomfegyvereit, továbbá leszereli a nukleáris robotrepülőgépeket a tengeralattjárókról és más hadihajókról.)[1]

### Október
- október 6.
  - Krakkóban tanácskozik a lengyel, a magyar és a csehszlovák külügyminiszter a NATO-ba történő belépés lehetőségeiről.[1]
  - Mihail Gorbacsov szovjet elnök bejelenti, hogy felszámolják a szovjet rövid hatótávolságú nukleáris fegyverzetet és eltávolítják a harcászati nukleáris eszközöket a hajókról, a tengeralattjárókról és a földi támaszpontú haditengerészeti repülőgépekről.[1]
- október 7. – Szlovénia és Horvátország bejelenti kilépését Jugoszláviából.
- október 13. – Aszkar Akajev nyeri Kirgizisztán első elnökválasztását.
- október 15. – Létrejön az első magyar (.hu alatti) internetes cím, a sztaki.hu.[16]
  - – Bosznia-Hercegovina kinyilvánítja függetlenségét.
- október 17. – A NATO védelmi miniszterei az olaszországi Taorminában üléseznek, ahol bejelentik, hogy a NATO európai raktáraiban elhelyezett atomfegyverek számát 80%-kal csökkentik.[1]
- október 27. – Egy jugoszláv katonai repülőgép kazettás bombát dob Barcsra.
- október 28. – Antall József magyar miniszterelnök látogatást tesz a NATO központjában.[1]
- október 30. – Madridban megnyílik az első középkeleti békekonferencia az USA és a Szovjetunió közös elnöksége alatt.[1]

### November
- november 2. – Csecsenföld kimondja elszakadását a Szovjetuniótól, és kikiáltja függetlenségét.
- november 3. – Szíria megkezdi első közvetlen tárgyalásait Izraellel.
- november 4. – Ronald Reagan megnyitja saját elnöki könyvtárát Simi Valleyben (Kalifornia). A megnyitón részt vesz George H. W. Bush, Jimmy Carter, Gerald Ford és Richard Nixon is. Ez volt az első eset, hogy 5 amerikai elnök találkozott egymással.
- november 4. – Elfogadják az ún. Zétényi–Takács-féle törvényjavaslatot, amely bizonyos esetekben visszamenőleges hatállyal megszünteti néhány súlyos bűncselekmény elévülését. A Fidesz és az MSZP képviselői a törvény ellen szavaznak, az SZDSZ képviselőinek többsége tartózkodik.
- november 6. – Kuvaitban kioltják az utolsó olajtüzet, amit Irak gyújtott meg az öbölháborúban.
- november 6. – Az észt alkotmányozó nemzetgyűlés olyan állampolgársági törvényt fogad el, amely a lakosság harmadát kitevő orosz kisebbséget hontalanná teszi, s megfosztja szavazati jogától.
- november 7. – Magic Johnson bejelenti, hogy pozitív HIV-tesztje miatt visszavonul a kosárlabdázástól.
- november 10. – Bosznia-hercegovinai szerb népszavazás
- november 15. – Átadták a 3-as főút Mezőkövesdet elkerülő szakaszát.
- november 18. – A szerb csapatok által augusztus 26-a óta tartó Vukovár ostroma befejeződik, a várost védő horvátok a várost feladják.
- november 20. – Macedónia kikiáltja függetlenségét.
- november 23. – Tölgyessy Pétert a Szabad Demokraták Szövetségének elnökévé választják.
- november 26. – Lengyelország az Európa Tanács tagja lesz.
- november 28. – Dél-Oszétia deklarálja függetlenségét Grúziától.

### December
- december 1. – Népszavazás kimondja Ukrajna önállóságát, Kárpátalja polgárai 78%-os arányban támogatják a megye autonómiáját az országon belül.[17]
- december 8. – Három volt szovjet tagköztársaság – Oroszország, Belarusz és Ukrajna – képviselői Minszkben megállapodnak a Független Államok Közösségének létrehozásában, a Szovjetunió helyett.[1]
- december 9–10. – Az Európai Közösség állam- és kormányfői Maastrichtban döntenek az Európai Unióvá átalakulásról (A maastrichti szerződés aláírására 1992. február 7-én kerül sor).[18]
- december 11. – A Honecker házaspár – Erich Honecker, a Német Demokratikus Köztársaság államtanácsának korábbi elnöke és felesége, Margot Honecker – menedékjogot kér Chile moszkvai nagykövetségén. (A követséget csak 1992. július 29-én hagyta el, repülővel Berlinbe szállították, ahol őrizetbe vették és Berlin-Moabit börtönkórházba került.)[19]
- december 12–13. – A NATO Védelmi Tervező Bizottság Brüsszelben tartja ülését.[1]
- december 13. – Megalakul a Magyar Aerobik Szövetség (MAESZ).[20]
- december 17. – Moszkvában Borisz Jelcin orosz és Mihail Gorbacsov szovjet elnök megállapodik, hogy a hónap végéig lezajlik az átmenet a Független Államok Közösségébe.[1]
- december 19. – A „Krajinai Szerb Köztársaság” kikiáltása.
- december 21. – A volt Szovjetunió 11 tagköztársaságának képviselői találkoznak Alma Ata-ban és megállapodást írnak alá az új FÁK létrehozásáról.[1]
- december 23.
  - Németország elismeri Horvátországot és Szlovéniát.[21]
  - Az Izetbegović-kormányzat kéri Bosznia-Hercegovina nemzetközi elismerését az EK-től.
  - A Ferihegyi gyorsforgalmi úti merénylet.
- december 24. – Formálisan is megszűnik a Szovjetunió azzal, hogy helyét az ENSZ-ben Oroszország veszi át.[22]
- december 25. – Mihail Gorbacsov lemond az elnöki és a szovjet fegyveres erők legfelsőbb parancsnoki tisztségéről.[23]
- december 26.
  - A szovjet parlament felsőháza megszavazza az államszövetség feloszlatását.[23] (Oroszország független köztársaság.)
  - Kitör az algériai polgárháború.

## Az év témái

### 1991 a filmművészetben
- Terminátor 2. – Az ítélet napja = Terminator 2: Judgment Day (Arnold Schwarzenegger, Linda Hamilton, Edward Furlong)

### 1991 a televízióban
- Elindul a magyar TV1-en a Walt Disney bemutatja című műsor.

### 1991 a zenében
- AD Studio: Álmaimban Amerika...
- Amanda Lear: The Collection
- Bryan Adams: Waking Up the Neighbours
- Bros: Changing Faces
- Bee Gees: High Civilization
- Bonanza Banzai: 1984 / A pillanat emlékműve
- Céline Dion: Dion chante Plamondon
- Chris Norman: Interchange
- Cher: Love Hurts
- Tátrai Band: A küszöbön túl
- Dire Straits: On Every Street
- Dolly Roll: Gondolsz-e majd rám
- Joe Cocker: Night Calls
- Dismember: Like an Ever Flowing Stream
- Donna Summer: Mistaken Identity
- D.J. Jazzy Jeff & The Fresh Prince: Homebase
- Enya: Shepherd Moons
- Edda Művek: Szélvihar
- Genesis: We Can’t Dance
- Guns N’ Roses: Use Your Illusion I
- Guns N’ Roses: Use Your Illusion II
- Foreigner: Unusual Heat
- Karyn White: Ritual of Love
- Karda Beáta: Mi ketten
- Kim Carnes: Checkin' Out the Ghosts
- Kispál és a Borz: Naphoz Holddal
- Zámbó Jimmy: Csak egy vallomás
- Kylie Minogue: Let’s Get to It
- Halász Judit: Vannak még rossz gyerekek / Óz, a csodák csodája (Mesélő, Emmy néni, Glinda)
- Lenny Kravitz: Mama Said
- Mariah Carey: Emotions
- Manhattan: Manhattan
- Massive Attack : Blue Lines
- Metallica: Metallica
- Michael Jackson: Dangerous
- Mike Oldfield: Heaven’s Open
- Motörhead: 1916
- Nirvana: Nevermind
- Nofx: Ribbed
- Paula Abdul: Spellbound
- Pearl Jam: Ten
- Lisa Stansfield: Real Love
- Queen: Innuendo
- Queen: Greatest Hits II
- Pap Rita: Egy elkésett levél
- Pa-dö-dő: Kiabálj
- R.E.M.: Out of Time
- Red Hot Chili Peppers: Blood Sugar Sex Magik
- Ricky Martin: Ricky Martin
- Roxette:  Joyride
- Shakira: Magia
- Sting: The Soul Cages
- Sárközi Anita: Miért legyek jó?
- Seal: Seal
- Sepultura: Arise
- Simply Red: Stars
- Soundgarden: Badmotorfinger
- Szandi: Szerelmes szívek
- Tanita Tikaram: Everybody’s Angel
- Texas: Mothers Heaven
- Thalía: Mundo de Cristal
- Tina Turner: Simply The Best
- U2 : Achtung Baby
- Van Halen: For Unlawful Carnal Knowledge

## Születések

### Január
- január 1. – Hamse Abdouh palesztin úszó
- január 2.
  - Ben Hardy angol színész
  - Danny Miller angol színész
  - Davide Santon olasz labdarúgó
  - Steele Sidebottom ausztrál futball játékos
- január 3. – Sébastien Faure francia labdarúgó
- január 4.
  - Pascal Bodmer német síugró
  - Olivia Tennet új-zélandi színésznő és táncos
- január 5. – Rahel Kiwic svájci labdarúgó
- január 6. – Anabel Barnston angol színésznő
- január 7.
  - Eden Hazard, belga labdarúgó
  - Michelangelo Albertazzi olasz labdarúgó
- január 8. – Asuka Hinoi japán énekesnő
- január 9. – 3LAU, amerikai DJ és zenész
- január 11. – Hyolyn dél-koreai énekesnő és színésznő
- január 12. – Pixie Lott brit színésznő
- január 13.
  - Kyle Clifford kanadai jégkorongozó
  - Goo Ha-ra dél-koreai énekesnő és színésznő
- január 14. – Jeanine Mason amerikai színésznő és énekesnő
- január 15.
  - Darja Igorevna Klisina orosz atléta és modell
  - Rubab Raza pakisztáni úszónő
  - Nicolai Jørgensen dán válogatott labdarúgó
- január 16.
  - Barna Zsombor magyar színész, a Barátok közt Petije
  - Julie Dubela amerikai énekesnő
- január 18. – Matthew Kane brit színész
- január 19.
  - Erin Sanders amerikai színésznő
  - Yu Takahashi japán színésznő és modell
- január 20. - Jolyon Palmer angol autóversenyző
- január 21.
  - Craig Roberts walesi színész
  - Brittany Tiplady kanadai színésznő
- január 22.
  - Marcus Canty amerikai énekes és táncos
  - Anais Mali francia modell
- január 24. – Ali Kireş török labdarúgó
- január 25. – Ahmed Hegázi egyiptomi labdarúgó
- január 27. – Hetényi Péter magyar jégkorongozó
- január 28. – Calum Worthy kanadai színész és zenész
- január 29. - Hugh Grosvenor, Westminster hercege
- január 31. – Amy Jackson angol modell és színésznő

### Február
- február 1. - Jasmine Tookes amerikai modell
- február 3. - Glenn McCuen amerikai színész, modell és tornász
- február 5. - Alba Riquelme Paraguay-i modell
- február 4. - Mathew Leckie ausztrál labdarúgó
- február 6. – Vlacsil Attila magyar tornász
- február 8.
  - Nam Woo-hyun dél-koreai énekes, táncos és színész
  - Michael Lang svájci labdarúgó
  - Vahbí Hazrí tunéziai labdarúgó
- február 10.
  - Emma Roberts amerikai színésznő
  - C.J. Anderson amerikai futball játékos
- február 11.
  - Leung Chii Lin maláj úszónő
  - Christofer Drew amerikai énekes
  - Georgia May Foote brit színésznő
  - Shanina Shaik ausztrál modell
- február 12. - Casey Abrams amerikai énekes
- február 13. -Pontus Jansson svéd labdarúgó
- február 14. - Charlie G. Hawkins angol színész
- február 16.
  - Alexandra hercegnő
  - Micah Stephen Williams amerikai színész
  - Sergio Canales spanyol labdarúgó
- február 17.
  - Bonnie Wright angol színésznő
  - Ed Sheeran brit énekes
- február 18.
  - Henry Surtees angol autóversenyző († 2009)
  - Vadhir Derbez mexikói színész
  - Malese Jow amerikai színésznő, énekesnő és dalíró
- február 19.
  - Trevor Bayne amerikai autóversenyző
  - Ariel Alexandria Davis amerikai színésznő
- február 22.
  - Jake Bass kanadai pornográf színész
  - Robin Stjernberg svéd popénekes
  - Khalil Mack amerikai futball játékos
- február 24.
  - Emily DiDonato amerikai modell
  - O’Shea Jackson Jr. amerikai rapper és színész
- február 25.
  - Kristie Mewis amerikai labdarúgó
  - Tony Oller amerikai színész és énekes
- február 26.
  - CL dél-koreai énekesnő és táncos
  - Björn Bergmann Sigurðarson izlandi labdarúgó
  - Sergio Guzmán mexikói műugró
- február 28. - Sarah Bolger ír színésznő

### Március
- március 1. – Kovács Emese magyar úszónő
- március 3. - Park Cho-rong dél-koreai énekesnő
- március 4.
  - Aoi Nakamura japán színész
  - Diandra Newlin amerikai színésznő, énekesnő és modell
- március 5. - Hanna Mangan-Lawrence ausztrál színésznő
- március 6.
  - Nicole Fox amerikai színésznő és modell
  - Tyler, the Creator amerikai rapper és grafikus
  - Lex Luger amerikai zenei producer
  - Rodrigo Moreno Machado spanyol labdarúgó
- március 8. - Devon Werkheiser amerikai színész és zenész
- március 9.
  - Matthew Briggs angol labdarúgó
  - Domo Genesis amerikai rapper
- március 10.
  - Bang Mir dél-koreai pop rapper
  - Jung So-ra koreai szépségversenyző
- március 11.
  - Qian Lin kínai énekesnő
  - Drew Osborne amerikai színész
  - Jack Rodwell angol labdarúgó
- március 13.
  - Tristan Thompson kanadai kosárlabda játékos
  - François Affolter svájci labdarúgó
- március 14.
  - Jake Ball angol krikett játékos
  - Rhiannon Fish ausztrál színésznő
  - Szakai Gótoku japán labdarúgó
- március 15. - Kie Kitano japán színésznő
- március 16. - Wolfgang Van Halen amerikai zenész
- március 18.
  - Travis Frederick amerikai futball játékos
  - Pierre-Hugues Herbert francia teniszjátékos
- március 19.
  - Pál Dénes magyar énekes
  - Garrett Clayton, amerikai színész és énekes
- március 21. – Antoine Griezmann francia labdarúgó
- március 22.
  - Vecsernyés Dávid magyar tornász
  - Colton Harris-Moore amerikai bűnöző, úgynevezett "mezítlábas bandita"
  - Ashley Eastham angol labdarúgó
- március 24. – Tolvai Renáta, partiumi származású magyar énekesnő
- március 25.
  - Seychelle Gabriel amerikai színésznő
  - Dina Garipova orosz énekesnő
- március 26.
  - Jack Watts ausztrál futball játékos
  - Brittney Wilson kanadai színésznő
- március 27. - Chloe Marshall angol modell
- március 28.
  - Rin Asuka japán színésznő
  - Amy Bruckner amerikai színésznő és énekesnő
  - Derek Carr amerikai futball játékos
  - Hoya dél-koreai énekes és színész
- március 29.
  - Hayley McFarland amerikai színésznő
  - N’Golo Kanté francia labdarúgó
- március 30. - Mia Carruthers amerikai énekesnő és dalíró
- március 31. – Jan Šebek[24] cseh labdarúgó

### Április
- április 1.
  - Anna Gurji grúz színésznő
  - SpaceGhostPurrp amerikai rapper és producer
- április 2. – Tang Tö-sang világbajnok kínai súlyemelő
- április 3. - Hayley Kiyoko amerikai énekesnő és színésznő
- április 4. - Jamie Lynn Spears Britney Spears húga, amerikai színésznő
- április 5. - Nathaniel Clyne angol labdarúgó
- április 8. - Minami Takahashi japán énekesnő
- április 9.  - Sancler Frantz brazil modell és újságíró
- április 10.
  - Conor Leslie amerikai színésznő és modell
  - Amanda Michalka amerikai színésznő és énekesnő
  - Kozma Dominik magyar úszó
- április 11.
  - Thiago Alcântara spanyol labdarúgó
  - Niall Canavan angol születésű, ír labdarúgó
- április 13. – Akeem Adams trinidadi labdarúgó († 2013)
- április 14. – Dudás Miklós magyar kajakozó
- április 15.
  - Javier Fernandez spanyol műkorcsolyázó
  - Daiki Arioka, japán énekes
  - Anastasia Vinnikova fehérorosz énekesnő
- április 16. - Luis Muriel kolumbiai labdarúgó
- április 17.
  - Constance Jablonski francia modell
  - Tessa James, ausztrál színésznő
- április 19. - Kelly Olynyk kanadai kosárlabda játékos
- április 20.
  - Ondřej Kraják cseh labdarúgó
  - Ann Ward amerikai modell
  - Luke Kuechly amerikai futball játékos
- április 21.
  - Max Chilton brit autóversenyző
  - Frank Dillane angol színész
  - Kenza Zouiten svéd modell
- április 23. - Caleb Johnson amerikai énekes
- április 24.
  - Sigrid Agren francia modell
  - Carter Cruise amerikai pornográf színésznő
- április 25. – Jordan Burt amerikai színész
- április 27. - Rebecca Ryan angol színésznő
- április 28. - Patricia Ashley amerikai színésznő
- április 29. - Sulay Castillo ecuadori szépségversenyző

### Május
- május 1. - Creagen Dow amerikai színész
- május 4. – Brasch Bence magyar énekes
- május 5. – Raúl Jiménez mexikói labdarúgó
- május 6. – Radványi Péter magyar jégkorongozó
- május 7. - Rueben Randle amerikai futball játékos
- május 9.
  - Barta Krisztina jégtáncos
  - Stasia Rage lett műkorcsolyázónő
  - Christy Mack amerikai pornográf színésznő és modell
  - Haragucsi Genki japán labdarúgó
- május 10. - Ray Dalton  amerikai énekes és dalszerző
- május 11.
  - Alex Nimely-Tchuimeni angol labdarúgó
  - Mohammad Reza Khanzadeh iráni labdarúgó
  - Marcus Rohdén svéd labdarúgó
- május 12. - Jennifer Damiano amerikai színésznő és énekesnő
- május 13. - Francisco Lachowski brazil modell
- május 15.
  - Turi Marcell magyar műugró
  - Jennifer Hof német modell
- május 16.
  - Grigor Dimitrov bolgár tenisz játékos
  - Joey Graceffa amerikai színész, író és producer
- május 17.
  - Konta Johanna magyar származású ausztrál-brit tenisz játékos
  - Daniel Curtis Lee amerikai színész és rapper
  - Moran Mazor izraeli énekesnő
- május 19.
  - Brittani Kline amerikai modell
  - Jordan Pruitt amerikai énekesnő
- május 21. - Sarah Ramos amerikai színésznő
- május 22.
  - Sophia Abrahão brazil színésznő
  - Bárbara Evans brazil modell és televíziós személyiség
  - Olivia Paige amerikai playboy modell
  - Suho dél-koreai énekes
  - Joel Obi nigériai labdarúgó
- május 23.
  - Nadine Ames indonéz szépségverseny
  - Lena Meyer-Landrut német énekesnő
  - Aaron Donald amerikai futball játékos
- május 24. - Erika Umeda japán énekesnő
- május 25.
  - Claire Sinclair amerikai playboy modell
  - Derrick Williams amerikai kosárlabda játékos
- május 26.
  - Takumi Abe japán labdarúgó
  - Amber Bondin máltai énekesnő
- május 29.
  - Kristen Alderson amerikai színésznő és énekes
  - Tom Ljungman svéd televíziós és film színész
- május 30. – Tolga Sarıtaş török színész
- május 31. – Azealia Banks amerikai rapper

### Június
- június 3. – Natasha Dupeyrón mexikói színésznő és énekesnő
- június 4.
  - Jordan Hinson amerikai színésznő
  - Lorenzo Insigne olasz labdarúgó
- június 5. – Bobby Brown amerikai síakrobata
- június 6. - Son Dong-woon dél-koreai popénekes
- június 7.
  - Tálas Bence magyar tornász
  - Emily Ratajkowski brit modell és színésznő
  - Fetty Wap, amerikai rapper
- június 10.
  - Pol Espargaró spanyol motorversenyző
  - Ungár Péter magyar politikus
- június 11. - Dan Howell angol video blogger és rádió személyiség
- június 12. - Louisa Gummer amerikai modell
- június 14. -André Carrillo perui labdarúgó
- június 15. - Rina Takeda japán színésznő és fekete öves
- június 16. - Joe McElderry brit énekes és modell
- június 18.
  - Danil Privalov azeri műkorcsolyázó
  - Willa Holland – amerikai színésznő modell
- június 19.
  - Pontus Ekhem svéd jégkorongozó
  - Andrej Kramarić horvát labdarúgó
- június 20.
  - Alexis Neiers amerikai televíziós személyiség és modell
  - Kalidou Koulibaly szenegáli labdarúgó
- június 21.
  - Georgina Hagen angol színésznő és énekes
  - Min dél-korea énekesnő, színésznő és modell
- június 22. - Katie Jarvis angol színésznő
- június 23.
  - Katie Armiger amerikai színésznő
  - Tasnádi Ádám magyar üzletember
- június 24. - Max Ehrich amerikai színész, énekes és táncos
- június 25.
  - Chloe Nørgaard amerikai modell és DJ
  - Christa Theret francia színésznő
  - Victor Wanyama kenyai labdarúgó
- június 26. – Christoph Beranek osztrák labdarúgó
- június 27. - Madylin Sweeten amerikai színésznő
- június 28.
  - Kevin De Bruyne belga labdarúgó
  - Vastag Tamás magyar énekes
  - Kang Min-hyuk dél-koreai dobos, színész és énekes
  - Seohyun dél-koreai énekesnő
- június 29.
  - Addison Timlin amerikai színésznő
  - Kawhi Leonard amerikai kosárlabda játékos
- június 30.
  - Kaho japán színésznő
  - David Witts brit színész

### Július
- július 1.
  - Michael Wacha amerikai baseball játékos
  - Kev Adams francia humorista
  - Lucas Vázquez spanyol labdarúgó
- július 3.
  - Tomomi Itano japán színésznő és énekesnő
  - Anasztaszija Szergejevna Pavljucsenkova orosz tenisz játékos
  - Grant Rosenmeyer amerikai film és televíziós színész
- július 5. – Jason Dolley amerikai színész
- június 6. – Victoire Thivisol francia színésznő
- július 7.
  - Devon Alan amerikai színész
  - Alesso svéd DJ és zenei producer
  - Eve Hewson ír színésznő
- július 8. - Jamie Blackley brit színész
- július 9.
  - Gioia Barbieri olasz tenisz játékos
  - Clara Hagman svéd énekesnő
  - Mitchel Musso amerikai színész, énekes
  - Riley Reid amerikai pornográf színésznő
- július 10.
  - María Chacón mexikói színésznő és énekesnő
  - Atsuko Maeda japán színésznő és énekesnő
- július 11. – Natalie Evans, amerikai színésznő
- július 12.
  - James Rodríguez kolumbiai labdarúgó
  - Erik Per Sullivan amerikai színész
  - Daniel Zovatto amerikai színész
  - Pablo Carreño Busta spanyol teniszjátékos
  - Mirza Basic bosnyák teniszjátékos
- július 13. – Seppe Smits belga snowboardos
- július 14. – Tompa Orsolya magyar úszónő
- július 15.
  - Emily Roeske amerikai színésznő
  - Erik J. Berg kanadai színész
  - Derrick Favors amerikai kosárlabda játékos
  - Yuki Kashiwagi japán színésznő és énekes
  - Danilo Luiz da Silva brazil labdarúgó
- július 16.
  - Alexandra Shipp amerikai színésznő
  - Andros Townsend angol labdarúgó
- július 18. – Karina Pasian amerikai énekesnő  és zongorista
- július 20. – Alec Burks amerikai kosárlabda játékos
- július 21. – Sara Sampaio portugál modell
- július 22.
  - Matej Gaber szlovén kézilabdázó
  - Tomi Jurić ausztrál labdarúgó
  - Tennys Sandgren amerikai teniszjátékos
- július 23.
  - Bibi Jones amerikai pornográf színésznő
  - Terron Armstead amerikai futball játékos
  - Lauren Mitchell ausztrál művészi tornász
- július 24.
  - Lin Jüe kínai műugró
  - Emily Bett Rickards kanadai színésznő
- július 25. – Hasan Piker török-amerikai politikai kommentátor, Twitch-streamer
- július 27.
  - Rena Matsui japán énekesnő
  - Madylin Sweeten amerikai színésznő és komikus
- július 28. – Rina Aizawa japán színésznő
- július 29.
  - Maestro Harrell amerikai színész
  - Miki Ishikawa amerikai színésznő és énekesnő
- július 30.
  - Egon Van Der Straeten belga pillangóúszó
  - David Carreira portugál énekes, modell és színész
  - Diana Vickers angol énekes-dalszerző, színpadi színésznő és divattervező
- július 31.
  - Filipa Azevedo portugál énekesnő
  - Abhay Jodhpurkar indiai énekes

### Augusztus
- augusztus 2.
  - Skyler Day amerikai színésznő és énekesnő
  - Zuleyka Silver amerikai modell és színésznő
- augusztus 3. – Kardos Eszter magyar színésznő
- augusztus 5.
  - Esteban Gutiérrez mexikói autóversenyző
  - Brooke Marie Bridges amerikai színésznő
- augusztus 6.
  - Irina Kulikova orosz modell
  - Jiao Liuyang kínai úszó
- augusztus 7.
  - Luis Salom spanyol motorversenyző († 2016)
  - Mike Trout amerikai baseball játékos
- augusztus 9.
  - Alice Barlow angol színésznő és énekesnő
  - Hansika Motwani indiai színésznő
  - Candela Vetrano argentin színésznő, énekesnő és modell
- augusztus 12. – Jesinta Campbell ausztrál szépségversenyző
- augusztus 16.
  - Evanna Lynch ír színésznő
  - Kwon Ri-se South Korean singer († 2014)
- augusztus 17.
  - Austin Butler amerikai színész-énekes és modell
  - Qory Sandioriva indonéz szépségversenyző
  - Steven Zuber svájci labdarúgó
- augusztus 19.
  - Nathan Lopez Fülöp-szigeteki színész
  - Salem Al-Dawsari szaúd-arábiai labdarúgó
- augusztus 20. – Cory Joseph kanadai kosárlabda játékos
- augusztus 21. – Tess Gaerthé holland színésznő és énekesnő
- augusztus 22. – Brayden Schenn kanadai jégkorongozó
- augusztus 23. – Jennifer Abel kanadai műugró
- augusztus 24. – Matías Vecino uruguayi labdarúgó
- augusztus 25. – Gershon Koffie ghánai labdarúgó
- augusztus 26.
  - Tommy Bastow angol színész és zenész
  - Dylan O’Brien amerikai színész
- augusztus 27. – Lee Sung-yeol dél-koreai énekes, táncos és színész
- augusztus 28.
  - Kyle Massey amerikai színész
  - Samuel Larsen amerikai színész és énekes
  - Jonathan Whitesell kanadai színész
- augusztus 30.
  - Gaia Weiss francia modell és színésznő
  - Fərid Məmmədov azerbajdzsáni énekes
- augusztus 31.
  - Tóth Angelika magyar színésznő és énekesnő
  - Cédric Soares portugál labdarúgó

### Szeptember
- szeptember 1. - Rhys Bennett angol labdarúgó
- szeptember 4.
  - Carter Jenkins amerikai színész
  - Siklósi Örs magyar zenész, az AWS frontembere († 2021)
- szeptember 5. – Skandar Keynes angol színész
- szeptember 5. - Skandar Keynes brit színész
- szeptember 7. - Joe Harris amerikai kosárlabda játékos
- szeptember 9.
  - Kelsey Chow amerikai színésznő
  - Hunter Hayes amerikai country zenész
  - Oscar dos Santos Emboaba Júnior brazil labdarúgó
- szeptember 10. - Hannah Hodson amerikai színésznő
- szeptember 11. - Kygo norvég DJ és zenei producer
- szeptember 12.
  - Thomas Meunier belga labdarúgó
  - Gyurta Gergely magyar úszó
- szeptember 13.
  - Ksenia Afanasyeva orosz művészi tornász
  - Taylor Gildersleeve amerikai színésznő
- szeptember 14. - Nana dél-koreai énekesnő, színésznő és modell
- szeptember 16. - Marlon Teixeira brazil modell
- szeptember 17.
  - An Byeong-hun koreai golfjátékos
  - Ryo Ishikawa japán golfjátékos
  - Jordan McCoy amerikai énekesnő és gitáros
  - Sanne Wevers holland tornász
- szeptember 18. - Scharllette Allen Moses nicaraguai szépségversenyző
- szeptember 19. – Tyler Max Neitzel amerikai színész
- szeptember 20.
  - Csillag Tünde magyar tornász
  - Spencer Locke amerikai színésznő
  - Omar Abd ar-Rahmán szaúdi labdarúgó
- szeptember 22.
  - Khairul Anuar Mohamad maláj íjász
  - Chelsea Tavares amerikai színésznő és énekesnő
- szeptember 23.
  - Key koreai énekes
  - Melanie Oudin amerikai tenisz játékos
- szeptember 24. – Szegleti Szabolcs magyar labdarúgó
- szeptember 25.
  - Alessandro Crescenzi olasz labdarúgó
  - Emmy Clarke amerikai színésznő
  - Cso Hjonu dél-koreai labdarúgó
- szeptember 26. - Kim Jin-Woo koreai énekes
- szeptember 27.
  - Simona Halep román tenisz játékos
  - Thomas Mann (színművész) amerikai színész
- szeptember 28. - Csang Hjonszu dél-koreai labdarúgó
- szeptember 29. - Adem Ljajić szerb labdarúgó

### Október
- október 1. – Gus Kenworthy amerikai síakrobata
- október 2. - Roberto Firmino brazil labdarúgó
- október 4.
  - Cole Hawkins amerikai színész
  - Nicolai Kielstrup dán énekes
  - Vadászfi Ákos magyar tornász
- október 5. - Jackson Rogow amerikai színész
- október 6. - Roshon Fegan amerikai színész és zenész
- október 7.
  - Nicole Jung koreai-amerikai énekes
  - Lay kínai énekes
- október 10.
  - Gabriella Cilmi ausztrál énekes és zeneszerző
  - Mariana Espósito argentin színésznő, zenésznő, táncos és modell
  - Mariana Pajón kolumbiai kerékpáros
  - Xherdan Shaqiri svájci labdarúgó
- október 14. - Shona McGarty angol színésznő
- október 16.
  - Milica Ostojić szerb úszónő
  - Miori Takimoto japán színésznő
- október 17.
  - Brenda Asnicar argentin színésznő és énekesnő
  - Madison Burge amerikai színésznő
- október 18. – Tyler Posey amerikai színész
- október 19. - Christopher Gerse amerikai színész
- október 20. - Kirsten Olson amerikai műkorcsolyázó és színésznő
- október 22. - Arianna Afsar amerikai szépségversenyző és énekesnő
- október 23.
  - Sophie Oda japán-amerikai színésznő
  - Emil Forsberg svéd labdarúgó
- október 24. - Torstein Andersen Aase norvég labdarúgó
- október 25. - Isabella Shinikova bolgár tenisz játékos
- október 26. - Amala Paul indiai film színésznő
- október 27. - Bryan Craig amerikai színész
- október 28. - Marcos Acuña argentin labdarúgó
- október 29. - Marcus Lattimore amerikai futball játékos
- október 30.
  - Paulina Olszynski amerikai színésznő
  - Aliza Vellani kanadai televíziós színésznő
- október 31. - Jordan-Claire Green amerikai színésznő, zenész és énekesnő

### November
- november 1.
  - Csiang Jü-jüan kínai tornász
  - Anthony Ramos amerikai színész
- november 4.
  - Olta Boka albán énekesnő
  - Bee Vang amerikai színész
  - Adriana Chechik amerikai pornográf színésznő
- november 6.
  - Camila Finn brazil modell
  - Pierson Fodé amerikai színész és modell
- november 8.
  - Riker Lynch amerikai színész, énekes és basszusgitáros
  - Dan Middleton YouTube személyiség
- november 10. - Genevieve Buechner kanadai színésznő
- november 11.
  - Emma Blackery brit énekesnő
  - Christa B. Allen amerikai színésznő
  - Tanvi Hegde indiai film színésznő
- november 12.
  - Takatoshi Abe japán atlétikai sportoló
  - Gijs Van Hoecke belga kerékpáros
- november 13.
  - Matt Bennett amerikai színész, énekes és forgatókönyvíró
  - Devon Bostick kanadai színész
- november 14.
  - Taylor Hall kanadai jégkorongozó
  - Graham Patrick Martin amerikai film és televíziós színész
- november 15. - Shailene Woodley amerikai színésznő
- november 16. - Tomomi Kasai japán énekesnő
- november 17. – Gale Agbossoumonde amerikai labdarúgó
- november 20. - Irene Esser venezuelai szépségversenyző
- november 21. - Dmitriy Martynov orosz színész
- november 22.
  - Diana Danielle amerikai színésznő
  - Saki Shimizu japán énekesnő
- november 23. - Christian Cueva perui labdarúgó
- november 24. - Lacey Baker amerikai gördeszkás
- november 25.
  - Jamie Grace amerikai zenész és színésznő
  - Martin del Rosario filippínó színész
- november 26.
  - Cucugó Jositomo japán baseballozó
- november 28. - Ian Beharry kanadai jégkorcsolyázó

### December
- december 1. – Szun Jang, kínai úszó
- december 2.
  - Berta Richárd László labdarúgó
  - Brandon Knight amerikai kosárlabda játékos
  - Charlie Puth amerikai énekes
- december 3.
  - Dominique Jackson brit színésznő
  - Masahiro Usui japán színész
- december 4. - Aiden Grimshaw angol színész
- december 9.
  - Joachim herceg, Belgium hercege
  - Choi Minho dél-koreai rapper és műsorvezető
- december 10.
  - Vang Meng kínai műkorcsolyázó
  - Kiki Bertens holland tenisz játékos
- december 11. - Anna Bergendahl, svéd énekesnő
- december 12.
  - Dyllan Christopher, amerikai színész
  - Daniel Magder kanadai színész
- december 13. - Jay Greenberg amerikai zeneszerző
- december 15. - Eunice Cho koreai-amerikai színésznő
- december 17.
  - Nadech Kugimiya thai modell és színész
  - Daniel Tay amerikai színész és szinkronszínész
- december 19.
  - Declan Galbraith angol énekes
  - Jorge Blanco mexikói énekes és színész
- december 20.
  - Joss Christensen olimpiai bajnok amerikai síakrobata
  - Hunter Gomez amerikai színész
  - Jillian Rose Reed amerikai színésznő
  - Fabian Schär svájci labdarúgó
- december 21. – Sors Tamás magyar paralimpiai úszó
- december 24.
  - Louis Tomlinson brit énekes
  - Vincent Caso, amerikai színész és vállalkozó
- december 26. - Eden Sher amerikai színésznő
- december 27. - Chloe Bridges amerikai színésznő
- december 28. - Belime libanoni énekes-dalszerző, pop zenész és zenei producer
- december 31. - Camila Giorgi olasz tenisz játékos

## Nobel-díjak
| Fizikai            | Pierre-Gilles de Gennes   |
| Kémiai             | Richard R. Ernst          |
| Orvosi-fiziológiai | Erwin Neher, Bert Sakmann |
| Irodalmi           | Nadine Gordimer           |
| Béke               | Aun Szan Szu Kji          |
| Közgazdasági       | Ronald Coase              |